# Барба (Месина)
Барба је насеље у Италији у округу Месина, региону Сицилија.
Према процени из 2011. у насељу је живело 101 становника. Насеље се налази на надморској висини од 560 м.